# بوبي فاولر
بوبي فاولر (بالإنجليزية: Bobby Fuller)‏ هو عازف قيثارة ومغني وكاتب أغاني أمريكي، ولد في 22 أكتوبر 1942 في باي تاون في الولايات المتحدة، وتوفي في 18 يوليو 1966 في هوليوود في الولايات المتحدة بسبب اختناق.

## وصلات خارجية
- بوبي فاولر على موقع IMDb (الإنجليزية)
- بوبي فاولر على موقع ميوزك برينز (الإنجليزية)
- بوبي فاولر على موقع قاعدة بيانات برودواي على الإنترنت (الإنجليزية)
- بوبي فاولر على موقع ديسكوغز (الإنجليزية)
- بوبي فاولر على موقع قاعدة بيانات الفيلم (الإنجليزية)